# Noël Langlois
Pilote du fleuve Saint-Laurent, Noël Langlois est l'un  des premiers colons de la Seigneurie de Beauport. Il naît vers 1603 à Saint-Léonard-des-Parcs, en Normandie. Ses parents sont Guillaume Langlois et Jeanne Millet. Il meurt le 15 juillet 1684. En 1634 il marie Françoise Grenier.
Après la rétrocession de la Nouvelle-France par les Anglais en 1632, Robert Giffard, seigneur de Beauport, persuada Langlois de s'installer dans le nouveau pays.

## Postérité
Déjà, vers 1800, le couple formé de Noël Langlois et Françoise Grenier (Garnier), arrivait au 5e rang au Québec pour le nombre de descendants mariés. Plus de 7000 personnes seraient descendantes de l'union Langlois-Grenier dès 1800.

## Sources
- H. C. Burleigh, Dictionnaire biographique du Canada, vol. 1, Université Laval/University of Toronto, 2017 (1re éd. 1966) (lire en ligne), « LANGLOIS, NOËL »